# Disco Defenders
Disco Defenders är popgruppen Alcazars tredje studioalbum som släpptes den 11 mars 2009. Albumet kommer också att släppas i utlandet senare under året. CD1 innehåller en rad nyskrivna låtar och CD2 innehåller Alcazars största hits. Albumet innehåller bland annat Alcazars bidrag i Melodifestivalen 2009 som en av de nya låtarna.

## CD1 (Nu)
1. "We Keep on Rockin'"
2. "Burning"
3. "Stay the Night"
4. "From Brazil With Love"
5. "Inhibitions"
6. "Harlem Nights"
7. "Baby"
8. "Jump Straight into the Fire"
9. "My My Me and Mine"
10. "Funkytown"
11. "Put the Top Down"
12. "Thank You"
13. "Stay the Night (FL Club Mix)"

## CD2 (Då)
1. "This is the World We Live In"
2. "Crying at the Discoteque"
3. "Ménage à Trois"
4. "Sexual Guarantee"
5. "Don't You Want Me"
6. "Start the Fire"
7. "Shine On"
8. "Not a Sinner Nor a Saint"
9. "Physical"
10. "Ritmo Del Amor"
11. "Alcastar"
12. "Love Life"
13. "Someday"

## Listplaceringar
| Lista (2009) | Topplacering |
| ------------ | ------------ |
| Sverige      | 6            |